# Batarà d'espatlles blanques
El batarà d'espatlles blanques (Thamnophilus aethiops) és una espècie d'ocell de la família dels tamnofílids (Thamnophilidae).

## Hàbitat i distribució
Habita la selva pluvial i vegetació secundària de les terres baixes fins als 500 m des del sud-est de Colòmbia i sud de Veneçuela, cap al sud, a través de l'est d'Equador i est de Perú fins al nord de Bolívia i Brasil amazònic i oriental.